# Лауріц Мельхіор
Лауріц Мельхіор (дан. Lauritz Lebrecht Hommel Melchior; 20 березня 1890, Копенгаген, Данія — 18 березня 1973, Санта-Моніка, Каліфорнія, США) — оперний співак (тенор). Найвідоміший вагнерівський героїчний тенор XX століття.

## Біографія
Народився в сім'ї директора школи. У дитинстві співав у церковному хорі. Навчався в Королівській оперній школі в Копенгагені. 1913 року дебютував як баритон, виконавши партію Сильвіо в опері Руджеро Леонкавалло «Паяци», але потім продовжив навчання й став тенором. 1918 року Мельхіор виконав свою першу велику вагнерівську партію — заголовну роль у «Тангейзері». До 1921 року він залишався членом трупи Копенгагенської Королівської опери, часто виступав там й у подальшому. У 1921-23 рр. навчався в Лондоні, Берліні й Мюнхені (у Анни Бар-Мільденбург).
Співак регулярно виступав у Лондоні (Ковент-Гарден) (1924-39 рр.) і на Байрейтському фестивалі (1924-31 рр.), з керівником якого Зігфридом Вагнером його пов'язувала щира дружба. 1925 року він уперше виступив у Віденській опері. У 1925—1939 роках був постійним гостем у Берлінській Державній опері. У 1926—1950 роках із тріумфом співав у Метрополітен-Опера. Окрім того, Мельхіор виступав у Парижі, Брюсселі, Чикаго, Сан-Франциско, Буенос-Айресі та інших містах. Часто його партнеркою була Кірстен Флагстад.

## Творчість
Репертуар Лауріца Мельхіора містив у собі вагнерівські героїчні тенорові партії, крім того, партії Отелло в однойменній опері й Радамеса в «Аїді» Джузеппе Верді й Флорестана в «Фіделіо» Бетховена. Його сильний голос із баритональним забарвленням і блискучими верхніми нотами й драматизм виконання сприяли його славі ідеального героїчного тенора.